# كانكر
كانكر رمزها «KK» (بالإنجليزية: Kanker)‏ ، هو تقسيم إداري لدولة الهند تتبع ولاية تشاتيسغار (بالإنجليزية: Chhattisgarh)‏ ، مركزها هو مدينة كانكر (بالإنجليزية: Kanker)‏
عدد سكانها حسب تعداد سنة 2001 هو 7,48,593 ، مساحتها 6,513 كم² وكثافة السكان 100 لكل كم² .